# Skeleton Tree
| Recensione       | Giudizio |
| ---------------- | -------- |
| sentireascoltare | (7.4/10) |

Skeleton Tree è il sedicesimo album in studio del gruppo alternative rock australiano Nick Cave and the Bad Seeds, pubblicato il 9 settembre 2016.
Totalizzando 95/100, punteggio basato su 36 recensioni, è l'album più acclamato del 2016 secondo l'aggregatore di recensioni Metacritic.

## Tracce
Testi di Nick Cave, musiche di Nick Cave & Warren Ellis.
1. Jesus Alone – 5:52
2. Rings of Saturn – 3:28
3. Girl in Amber – 4:51
4. Magneto – 5:22
5. Anthrocene – 4:34
6. I Need You – 5:58
7. Distant Sky – 5:36
8. Skeleton Tree – 4:01

## Formazione

### Gruppo
- Nick Cave – voce, piano, piano elettrico, sintetizzatore, vibrafono, cori
- Warren Ellis – sintetizzatore, loop, piano elettrico, piano, chitarra, violino, viola, percussioni, effetti, cori
- Martyn Casey – basso
- Thomas Wydler – batteria
- Jim Sclavunos – percussioni, vibrafono, campane tubolari, cori
- George Vjestica – chitarra acustica, cori

### Altri musicisti
- Else Torp – voce (7)
- Ellie Wyatt – violino
- Charlotte Glason – viola
- Joe Giddey – violoncello